# Stare Orzechowo
Stare Orzechowo – wieś sołecka w Polsce położona w województwie mazowieckim, w powiecie nowodworskim, w gminie Pomiechówek. Leży nad Narwią.

## Historia
W II wieku naszej ery istniała tu osada, której mieszkańcy trudnili się rybołówstwem, rolnictwem i garncarstwem. Przechodził przez te obszary tzw. Szlak Waregów.
Pierwsza wzmianka o Orzechowie pochodzi z 1065 roku (Falsyfikat Mogileński). W 1150 roku Piotr Piotrowicz przekazuje Orzechowo klasztorowi Benedyktynów w Sieciechowie. 
W XII lub XIV wieku Orzechowo nadano Zakonowi Norbertanek w Płocku. W latach 80. XIV wieku książę mazowiecki Janusz wyraża zgodę na lokalizację Orzechowa na prawie chełmińskim. Przez teren Starego Orzechowa szły również w 1410 roku wojska księcia Witolda na Grunwald.
W 1570 roku właścicielem Orzechowa zostaje prepozyt płocki Zakonu Norbertanek. W 1670 roku prepozyt płocki wznosi na terenie wsi kaplicę, która spłonęła w 1780 roku.
Po III rozbiorze w 1795 roku Orzechowo było w zaborze pruskim. W 1807 roku teren ten stał się częścią Księstwa Warszawskiego, a po jego upadku wieś została w granicach Królestwa Polskiego.
W 1813 roku tereny Orzechowa nawiedziła wielka powódź, która spowodowała zmianę nurtu Narwi i oderwała Kępę Kikolską od Pomiechówka.
W 1830 roku podczas Powstania listopadowego przez Orzechowo przechodziły jedynie wojska łącznikowe. Po powstaniu rozpoczął się II etap budowy Twierdzy Modlin, na otwarcie której w 1842 roku przyjechał Car Mikołaj I (przepłynął Narwią, a konwój zapewne obserwowali mieszkańcy Orzechowa ze skarp nadrzecznych).
Rozwój wsi nabrał tempa w XIX wieku, gdy rozpoczęto budowę Twierdzy Modlin. Z racji dużych pokładów gliny na terenie wsi powstała cegielnia, która funkcjonowała aż do 1914 roku.
Przez cały wiek XIX miał miejsce intensywny napływ kolonistów, którzy szybko asymilowali się z lokalną ludnością. Do tej pory ślady kolonizacji odnajdujemy w nazwiskach: Trejber, Szmyt, Nagel, Hartlep.
W marcu 1939 roku otwarto linię kolejową na trasie Nasielsk – Warszawa. Jednak wrześniowe wydarzenia spowodowały zniszczenie mostu. Po wielu latach w tym miejscu zbudowano rurociąg „Przyjaźń”. Podczas II wojny światowej Orzechowo było wsią graniczną między Rejencją Ciechanowską leżącą na ziemiach wcielonych do Rzeszy a Generalnym Gubernatorstwem.
Tuż po zakończeniu II wojny światowej zaczęła funkcjonować szkoła podstawowa. Początkowo mieściła się w starym baraku, z czasem, dzięki pracy okolicznych mieszkańców, powstała nowa szkoła. Otwarcie miało miejsce w 1961 roku, jednak po 16 latach w wyniku pożaru, została poważnie uszkodzona. Uczniowie wrócili do swojej pracy w 1982 roku.
Kolejnym ważnym wydarzeniem była budowa kaplicy pod wezwaniem Najświętszej Maryi Panny Królowej Polski, która w 1996 roku została oddana do użytkowania.
W latach 1975–1998 miejscowość administracyjnie należała do województwa warszawskiego.